# Transport GZM

Logo systemu Transport GZM

Transport GZM – marka transportowa, wykreowana przez Górnośląsko-Zagłębiowską Metropolię. Jej zadaniem jest sprowadzenie całej działalności Metropolii w zakresie zrównoważonej mobilności, do wspólnego mianownika jakim jest Transport GZM. Pierwszym i przełomowym projektem realizowanym w ramach tej marki jest system rozliczania się za płatności, który zastąpił system ŚKUP. Głównym organizatorem jest Zarząd Transportu Metropolitalnego (ZTM).

## System płatności

### Metroappka
Aplikacja Transport GZM określana jako Metroappka zaczęła swoje funkcjonowanie 7 sierpnia 2023 roku. Aplikacja była początkowo mocno krytykowana z uwagi błędy techniczne i utrudnienia w migracji z poprzednich kont Śląskiej Karty Usług Publicznych na nowe konta założone w systemie Transport GZM. Wykonawcą tej aplikacji jest ta sama firma, która odpowiadała za zaprojektowanie i wdrożenie systemu ŚKUP – Asseco Poland.
Metroappka rozwiązała jednak wiele problemów, które były powodem krytyki ŚKUP. Nowy system wprowadził następujący zmiany:
- aplikacja mobilna i portal internetowy jako podstawy systemu,
- karta (tutaj – Metrokarta) stała się od teraz opcjonalna,
- automatyczna aktywacja zakupionych biletów bez potrzeby kodowania,
- możliwość identyfikacji u kontrolera jedynie na podstawie numeru telefonu lub karty płatniczej,
- brak konieczności wizyty w Punkcie Obsługi Pasażera podczas zakładania konta – rejestracja przez portal[7],
- funkcja start/stop ułatwiająca korzystanie z przesiadek z rozliczeniem na koniec dnia[8],
- pełna oferta biletów włącznie z biletami okresowymi[8].

## Cel powstania i działania

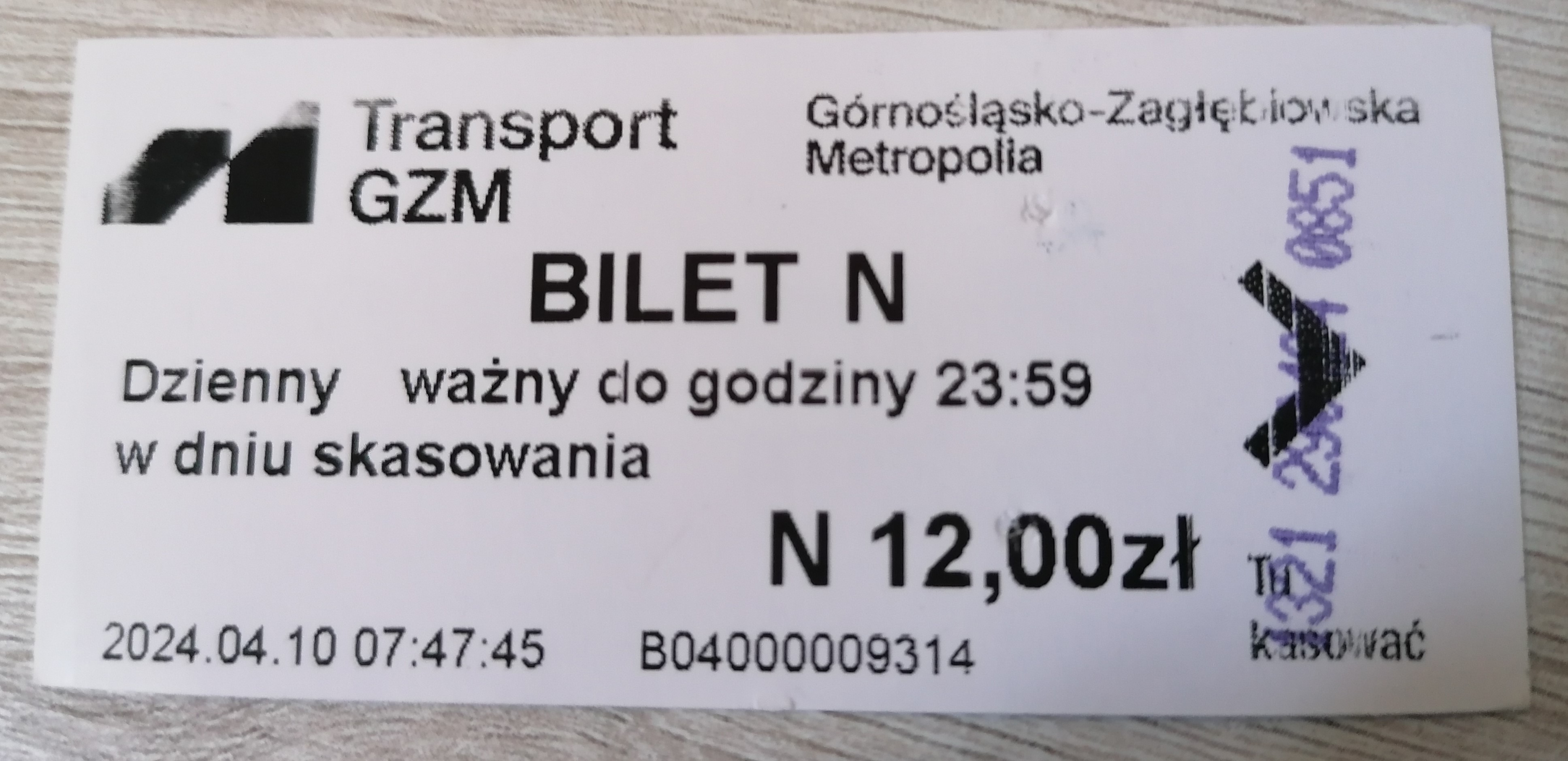
Bilet całodzienny (kwiecień 2024).

Głównym zadaniem Transport GZM ma być stworzenie spójnego wizerunku dla wszelkiej mobilności realizowanej na terenie Górnośląsko-Zagłębiowskiej Metropolii. Jego odpowiednik w innym ośrodku miejskim, to Warszawski Transport Publiczny, który również powstał aby ujednolicić wizerunek. Głównym zadaniem stojącym przed Transport GZM jest integracja taryfowo-biletowa mająca połączyć autobusy, tramwaje i trolejbusy z kolejami regionalnymi. Krokiem ku temu jest podpisane w grudniu 2023 porozumienie między Metropolią GZM a POLREGIO i Kolejami Śląskimi, które w efekcie pozwoli pasażerom korzystającym z biletu 30-dniowego na podróżowanie tymi wszystkimi środkami transportu. Największym projektem Metropolii w zakresie integracji transportowej jest Kolej Metropolitalna, która została wskazana jako priorytet w pakiecie „Dobra Mobilność 30/50", który został przyjęty 5 grudnia 2023 uchwałą Zarządu Górnośląsko-Zagłębiowskiej Metropolii nr 368/2023.

## Spójna identyfikacja wizualna

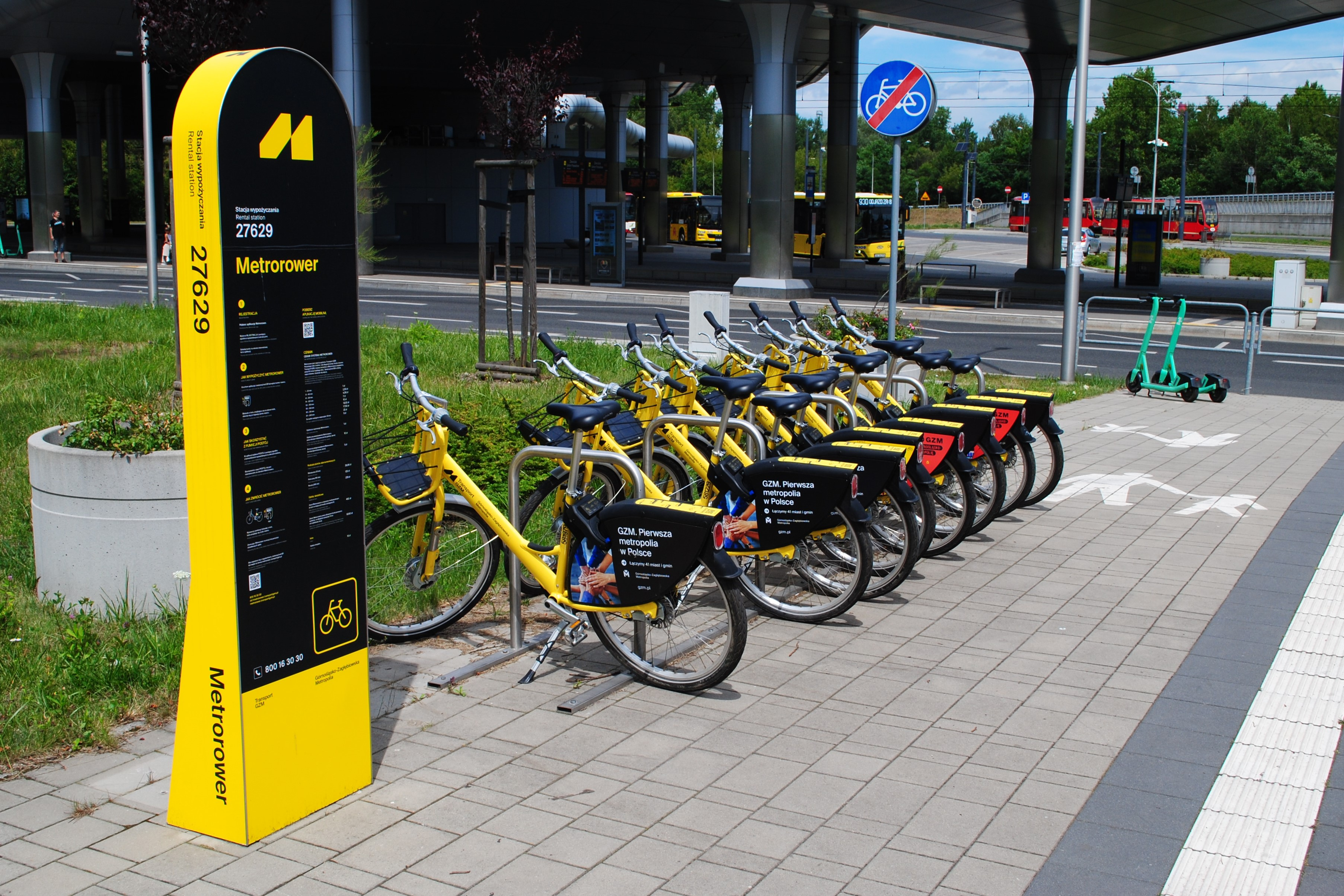
„Totem” systemu Roweru Metropolitalnego będącego częścią marki Transport GZM.

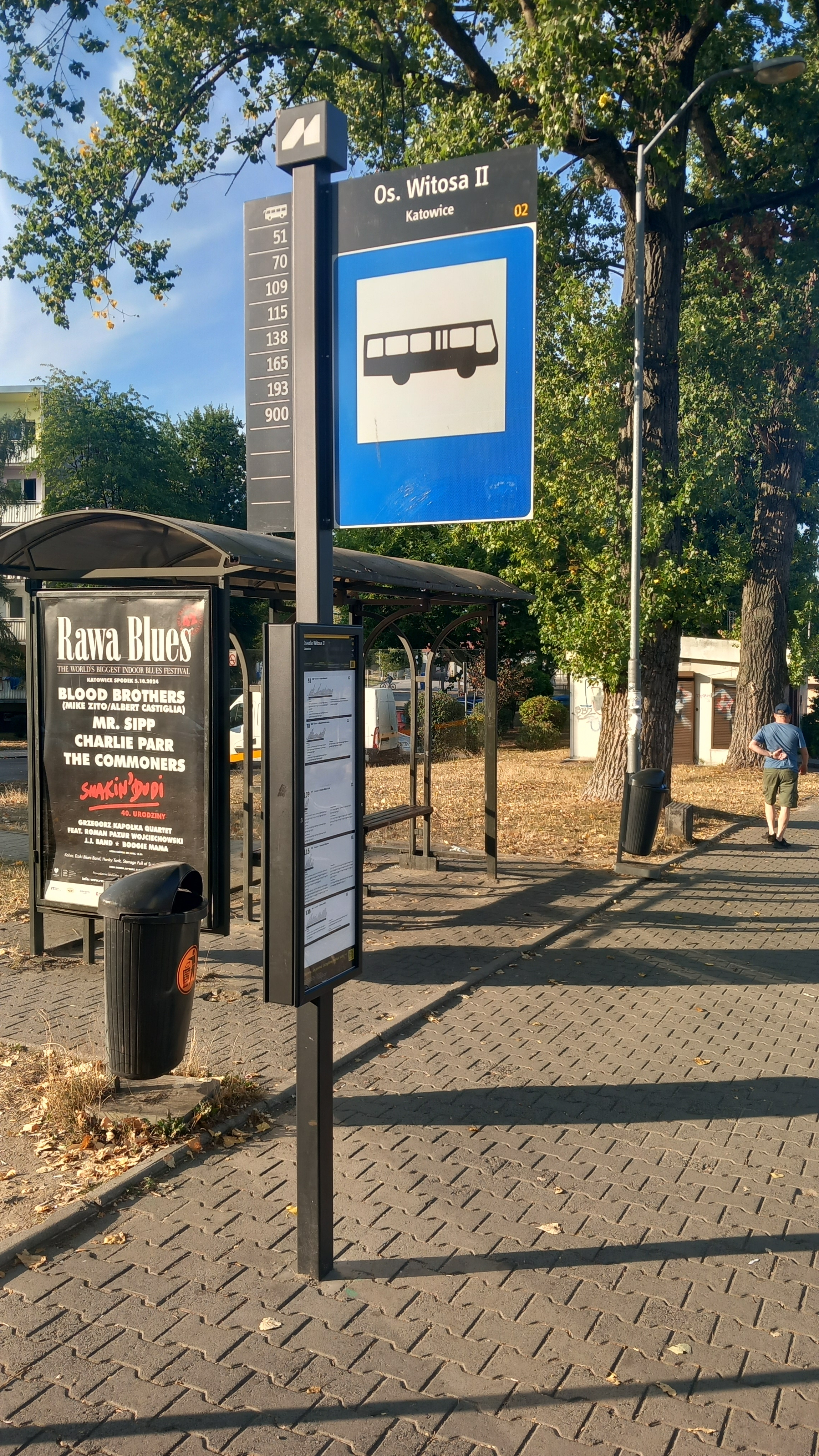
Słupek przystankowy w stylistyce Transport GZM.

Docelowo każdy pojazd będący częścią transportu publicznego realizowanego przez GZM będzie występował pod marką Transport GZM. W pierwszej kolejności zmiany dotknęły autobusów. Wprowadzone 25 lutego 2024 roku, Metrorowery, będące największym systemem rowerów miejskich w Polsce, również są prezentowane pod marką Transport GZM. Posiadacze biletów okresowych będą mogli korzystać z rowerów przez 60 minut każdego dnia.

## Serwis GZM
Serwis GZM to spółka powołana 15 lutego 2023 przez GZM z siedzibą przy ulicy Pokoju 1 w Tarnowskich Górach. Zajmuje się pozyskiwaniem i udostępnianiem kierowców przewoźnikom, obsługą przystanków, kontrolą biletów i obsługą reklamy w komunikacji miejskiej Transport GZM. Ma ona przede wszystkim ułatwić Metropolii GZM zarządzanie infrastrukturą przystankową i poprawić monitorowanie stanu realizowanych zadań. Od 1 kwietnia, między innymi Przedsiębiorstwo Komunikacji Metropolitalnej (PKM Świerklaniec) przekazało kompetencje do zarządzania infrastrukturą przystankową w pełni do Serwisu GZM. W efekcie tego trwa wymiana słupków przystankowych na te zgodne z ujednoliconym wzorem obowiązującym na terenie Metropolii. One również posiadają logo marki Transport GZM.